# Peu Del Rey
Pedro Costa Del Rei (Salvador, 12 de maio de 1990), mais conhecido pelo nome artístico PEU, é um cantor, compositor, produtor musical e multi-instrumentista brasileiro. Filho de pai músico e mãe dançarina, PEU começou sua carreira aos 8 anos como baterista de banda baile infantil. Aos 14 anos, montou junto com seus amigos de colégio a banda de punk rock Churros Suíços, onde começou como baterista e vocalista e depois passou a tocar guitarra e cantar. Com 18 anos, PEU começou a sua carreira solo tocando em bares em Salvador e Lauro de Freitas. 
Antes de lançar seu Primeiro Ep, PEU lançou alguns singles com clipe, como a música Um Segundo, a música Tempo Bom, Três e Verão. Essa ultima inclusive tocando bastante nas rádios em Salvador.  
O que levou PEU a gravar seu primeiro Ep, Atlântico, que foi lançado em 2014 e teve dois clipes: da musica "Moça" e da musica "Sereia". Em junho de 2015, PEU se mudou para São Paulo para produzir o EP Nem Pense em Duvidar, com o produtor musical Tadeu Patolla. A música "Nem Pense em Duvidar" ganhou um clipe onde o artista homenageia São Paulo passando pelos principais pontos turísticos da cidade. Em 2015 PEU também se juntou com Theo Queiroz e Nil Souza, ex membros da banda Mahalo, para formarem o AôA, banda de reggae e brasilidades que está na ativa até hoje. Já Em 2017, PEU lançou o álbum AudioVisual, filmado no estúdio Costella, em São Paulo, e foi seu primeiro lançamento em parceria com a gravadora Deckdisc.Em 2019, emplacou a música "O Lado Bom da Vida" na novela Espelho da Vida, da Rede Globo, e a música "É Dela" ultrapassou a marca de 1 milhão de streams no Spotify. Em 2019, também lançou o álbum PEU Canta Ivete, no qual regravou clássicos do repertório de Ivete Sangalo em uma roupagem mais pop praiana. O álbum ja ultrapassou a marca de 4 milhões de streams nas plataformas digitais.  Em 2019, Peu Del Rey passou a assinar seu nome artístico apenas como PEU. 
Em 2020 lançou uma versão luau de "Nem Pense em Duvidar", junto com sua banda AôA e com a chegada da pandemia do Coronavirus começou a produzir e lançar alguns singles feitos em seu HomeStudio, o que resultou em seu álbum lançado em janeiro de 2021 intitulado "PEU". O álbum tem varias parcerias como a música "Tão Beat" com a banda de Interlagos Big Up,  "Lua" com o cantor de reggae americano Rion, , "Dançar" com a cantora baiana Ju Moraes, e "Universo", com o grupo de reggae baiano Adão Negro. Ainda em 2021 PEU continuou lançando vários singles em parcerias; "Nossa Bagunça" com Rapahel Ota, "Chance" com a pernambucana Joyce Alane, "Deixa o Amor Fluir" com MARCEL, "Coisas de Menino" com Yuri Corbal e no final de 2021 lançou a música "Ela é Você" que foi produzida pelo renomado produtor Rafael Ramos, mais uma lançamento com a Deckdisc
PEU já dividiu o palco com grandes artistas como Criolo, Nando Reis, Natiruts, Maria Gadu, Vitor Kley, Lagum, entre outros. Em 2019, abriu os shows do havaiano Mike Love em sua turnê pelo Brasil. Já tocou em palcos importantes como o Réveillon de Copacabana, o Festival de Verão de Salvador , no projeto Jovens Tardes, da Rede Globo, e na Concha Acústica do TCA. Também já fez uma turnê em Portugal, onde realizou 5 shows pelo país em 2017.